# Rancho Viejo, Huejutla de Reyes
Rancho Viejo är en ort i Mexiko.   Den ligger i kommunen Huejutla de Reyes och delstaten Hidalgo, i den sydöstra delen av landet, 210 km norr om huvudstaden Mexico City. Rancho Viejo ligger 140 meter över havet och antalet invånare är 825.
Terrängen runt Rancho Viejo är platt åt nordväst, men åt sydost är den kuperad. Runt Rancho Viejo är det ganska tätbefolkat, med 70 invånare per kvadratkilometer. Närmaste större samhälle är Huejutla de Reyes, 10,8 km väster om Rancho Viejo. Trakten runt Rancho Viejo består till största delen av jordbruksmark.